# Galata suicida
Il Galata suicida, noto anche come Galata Ludovisi, è una copia romana in marmo (h. 211 cm) del I secolo a.C. di una statua in bronzo di Epìgono realizzata intorno al 230-220 a.C., oggi conservata al Museo Nazionale Romano di Palazzo Altemps di Roma. L'opera originale, assieme al Galata morente, faceva parte del Donario di Attalo, un perduto monumento trionfale sull'acropoli di Pergamo commissionato da Attalo I per celebrare la propria vittoria sui Galati.

## Storia e descrizione

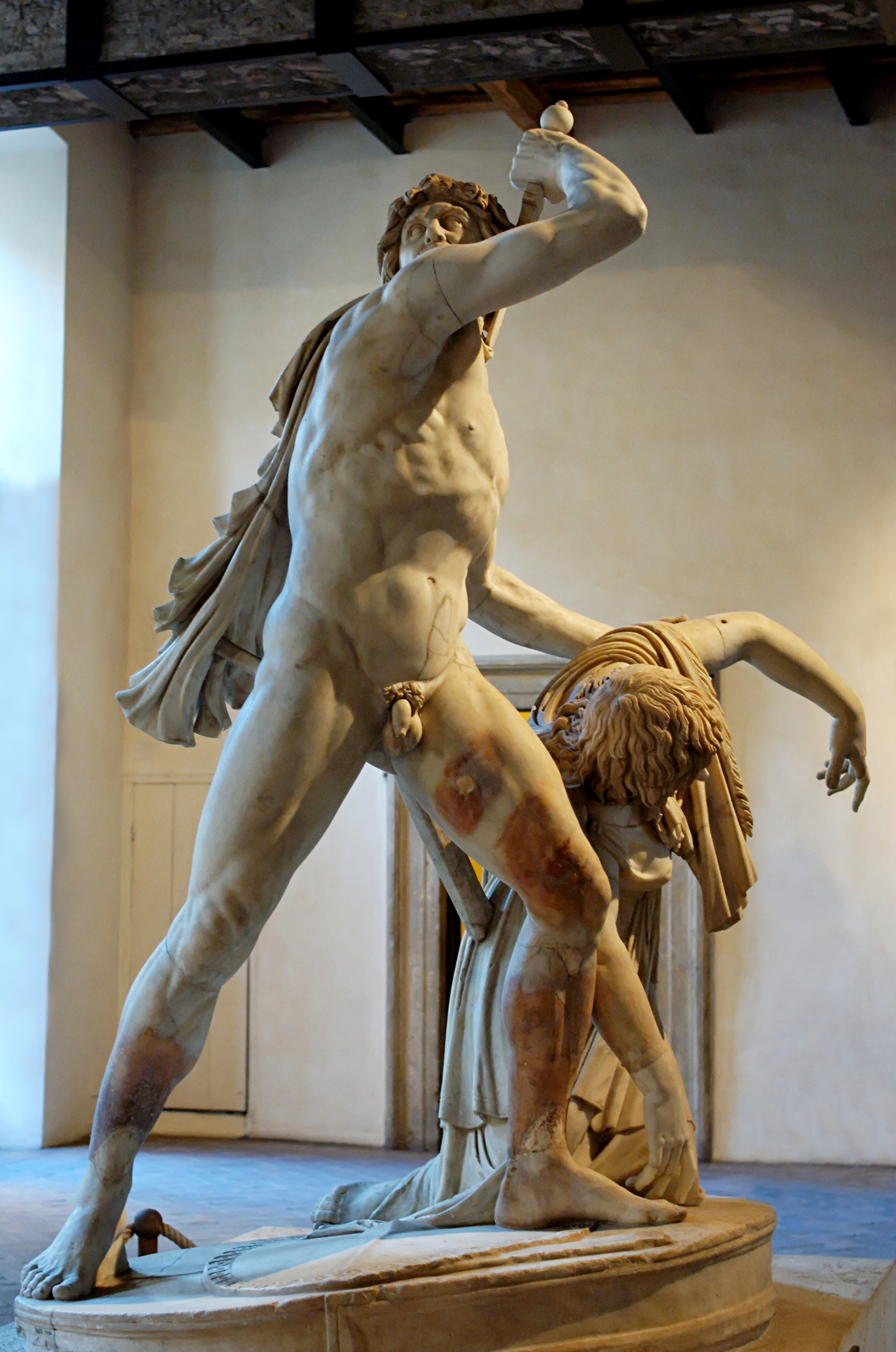
Veduta laterale.

Il Galata Ludovisi venne ritrovato negli scavi di Villa Ludovisi. All'inizio il gruppo scultoreo fu scambiato per il suicidio dei coniugi romani Aulo Cecina Peto ed Arria, descritto da Tacito. 
Il guerriero gallo è colto in piedi, nell'atto di suicidarsi conficcandosi una spada corta tra le clavicole, dopo aver ucciso la moglie, che si accascia. La punta della spada è già entrata nel corpo. È ben sorretto dalle gambe divaricate che, insieme al busto, sono protese verso destra, mentre la testa è fieramente rivolta all'indietro. Il corpo nudo, coperto solo sulla schiena da un mantello che vola dinamicamente, mostra la dettagliata muscolatura del guerriero. L'immagine è incentrata sul gioco opposto delle braccia del gruppo: il braccio della moglie, che cade verso il basso senza vita e quello vigoroso del guerriero che si leva in alto per impugnare la spada e penetrarla tra le clavicole. La moglie ha una capigliatura corta e indossa una veste lunga, con un mantello adorno di frange di lana. Appare morente o già morta, sorretta dal compagno e  piegata sulle ginocchia, ormai a un passo dal suo "sonno eterno".
La scultura evoca profonde sensazioni di eroismo e pateticità, a evidenziare il valore dei vinti, che si uccidono per non divenire schiavi  e quindi, di riflesso celebrano la virtù dei vincitori.
La statua raffigura, con grande realismo, i tratti somatici del guerriero celtico, con gli zigomi alti, l'acconciatura dei capelli, dalle folte e lunghe ciocche e i baffi (si notano solo col viso visto frontalmente). In tale gusto si nota un accento sulla particolare erudizione che circolava alla corte di Pergamo. Probabilmente la figura stante si trovava al centro del donario, per questo è fatta per essere apprezzata da molteplici punti di vista, sviluppandosi nello spazio che la circonda.